# حكومة رفيق الحريري الثالثة
الحكومة اللبنانية الثالثة والستون بعد الاستقلال، والسادسة بعهد الرئيس إلياس الهراوي، وهي ثالث حكومة يترأسها رفيق الحريري. شكلت الحكومة بموجب المرسوم رقم 9501 تاريخ 7 تشرين الثاني / نوفمبر 1996 وتكونت من 30 وزيراً، ونالت الثقة ب102 صوتاً ضد 19. واعتبرت الحكومة مستقيلة بعد تولي الرئيس إميل لحود السلطة في 24 تشرين الثاني / نوفمبر 1998، وتولت تصريف الأعمال حتى 4 كانون الأول / ديسمبر 1998.

## أعضاء الحكومة
- رفيق الحريري: رئيساً لمجلس الوزراء ووزيراً للمالية ووزيراً للبريد والمواصلات السلكية واللاسلكية.
- ميشال المر: نائباً لرئيس مجلس الوزراء ووزيراً للداخلية.
- محمود أبو حمدان: وزيراً للإسكان والتعاونيات.
- علي حراجلي: وزيراً للأشغال العامة.
- باسم السبع: وزيراً للإعلام.
- ياسين جابر: وزيراً للاقتصاد الوطني والتجارة.
- أكرم شهيب: وزيراً للبيئة.
- جان عبيد: وزيراً للتربية الوطنية والشباب والرياضة.
- فاروق البربير: وزيراً للتعليم المهني والتقني
- فوزي حبيش: وزيراً للثقافة والتعليم العالي.
- فارس بويز: وزيراً للخارجية.
- محسن دلول: وزيراً للدفاع الوطني.
- شوقي فاخوري: وزيراً للزراعة.
- نقولا فتوش: وزيراً للسياحة.
- أيوب حميد: وزيراً للشئون الاجتماعية.
- سليمان طوني فرنجية: وزيراً للصحة العامة.
- شاهي برسوميان: وزيراً للصناعة والنفط.
- بهيج طبارة: وزيراً للعدل.
- أسعد حردان: وزيراً للعمل.
- طلال أرسلان: وزيراً للمغتربين.
- إيلي حبيقة: وزيراً للموارد المائية والكهربائية.
- عمر كامل مسقاوي: وزيراً للنقل.
- إلياس حنا: وزير دولة.
- غازي سيف الدين: وزير دولة.
- ميشال إده: وزير دولة.
- نديم سالم: وزير دولة لشؤون الصناعة.
- فؤاد السنيورة: وزير دولة للشؤون المالية.
- بشارة مرهج: وزير شؤون الإصلاح الإداري.
- هاغوب دميرجيان: وزير شؤون البلدية والقروية.
- وليد جنبلاط: وزير شئون المهجرين.

## وصلات خارجية
- موقع رئاسة مجلس الوزراء الرسمي